# Lego Digital Designer
Lego Digital Designer (також LDD) — колишній офіційний редактор віртуальних моделей Lego, який розробляла компанія Lego Group.

## Історія
23 липня 2003, компанія Lego Group випустила першу версію власного редактора віртуальних моделей Lego під назвою «Lego Digital Designer» (LDD) для Windows і Mac OS. LDD мав власний формат бібліотеки блоків і файлів моделей (.lxf).
У 2016, компанія Lego Group офіційно припинила розробку власного редактора, який з 2013 майже не оновлювався, і після цього випускала для LDD лише оновлення бібліотеки блоків.
У 2019, компанія Lego Group придбала і поглинула компанію BrickLink, яка була власником популярного однойменного вебсайту, а також з грудня 2016 займалася розробкою власного безкоштовного редактора віртуальних моделей Lego під назвою Stud.io (для Windows і Mac OS), який використовував бібліотеку блоків у форматі LDraw, але мав власний пропрієтарний формат моделей (.io).
У січні 2022, Lego Group офіційно заявила про те що BrickLink Studio став новим офіційним редактором Lego, а після 31 січня 2022 буде повністю припинено підтримку LDD.
Станом на 2024, користувачі BrickLink Studio можуть використовувати публічний репозиторій моделей на сайті BrickLink для завантаження і демонстрації власних Lego моделей.